# السطح (العدين)

تعديل مصدري - تعديل

السطح محلة تابعة لقرية شرف حاتم، التابعة لعزلة شرف حاتم بمديرية العدين إحدى مديريات محافظة إب في الجمهورية اليمنية، بلغ تعداد سكانها 112 حسب تعداد اليمن لعام 2004.